# Tenrec ecaudatus
Tenrec ecaudatus là một loài động vật có vú trong họ Tenrecidae, bộ Afrosoricida. Loài này được Schreber đặt danh pháp vào năm 1778.

## Hình ảnh

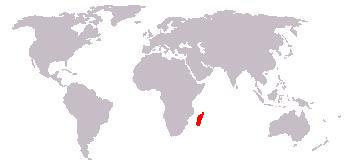
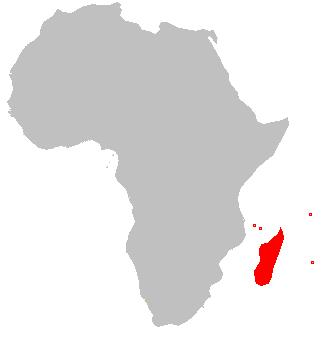
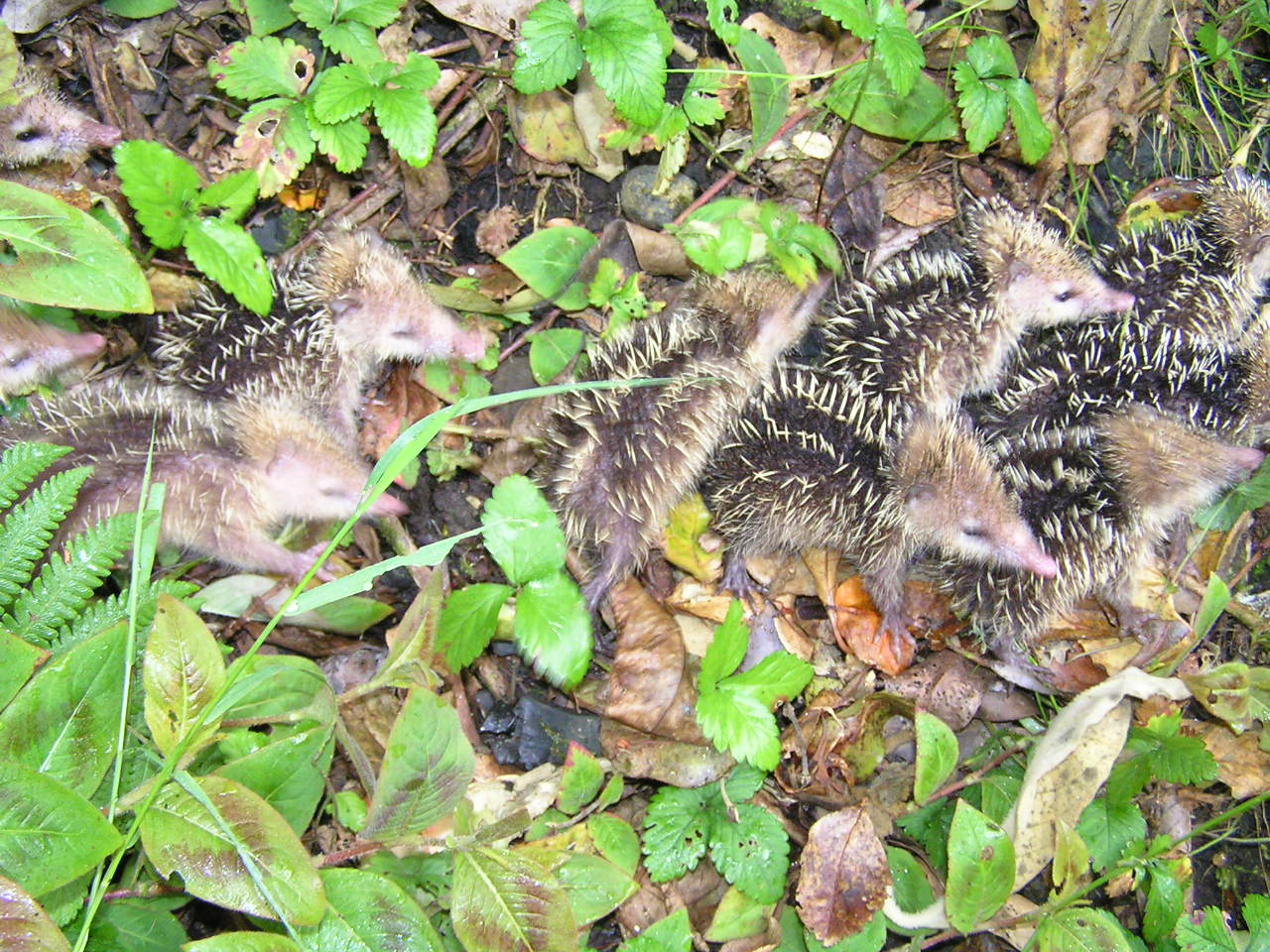
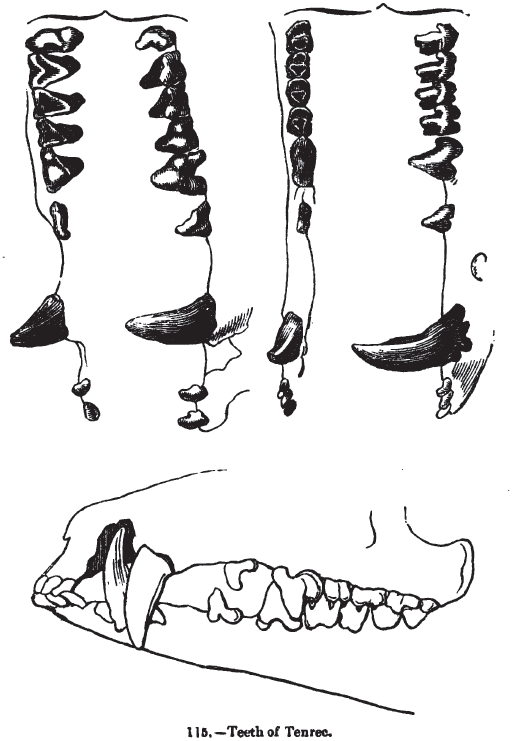